# 리 갈링턴
리 갈링턴(Lee Garlington, 1953년 7월 20일 ~ )은 미국의 배우이다.
티넥에서 태어났다.

## 출연 작품
- 두 유 테이크 디스 맨 (2016년)
- 도둑의 밴드 (2015년)
- The Extendables (2014)
- 모킹버드 (2014년)
- 앵그리스트맨 (2014년)
- 버디 스토리 (2010년)
- 커버업 (2008년)
- 펄스 2 - 애프터라이프 (2008년)
- 저스트 애드 워터 (2008년)
- 포페이트 (2007년)
- 스틱 잇 (2006년)
- 썸딩 뉴 (2006년)
- 아키라 앤 더 비 (2006년)
- 해리스 부인 (2005년)
- 시체들의 습격 (2005년)
- 아메리칸 건 (2005년)
- 가딩 에디 (2004년) - 헬렌 역
- 존슨 가족의 휴가 (2004년) - 베티 슈 역
- 애인 없는 세상 (2002년)
- 핫 칙 (2002년) - 버나드 역
- 스토커 (2002년) - 웨이트리스 역
- 썸 오브 올 피어스 (2002년)
- 스트레인저 인사이드 (2001년)
- 러브리 & 어메이징 (2001년)
- 아메리칸 파이 2 (2001년)
- 에볼루션 (2001년)
- 더 디스트릭트 (2000년)
- 러빙 유 (2000년)
- 더 월 2 (2000년) - segment 1972 - 조젯 역
- 보이즈 앤 걸즈 (2000년)
- 캔 오브 웜스 (1999년)
- 단테스 피크 (1997년)
- 썸머 오브 피어 (1996년)
- 베이비시터 (1995년) - 돌리 터커 역
- 테이크 미 홈 어게인 (1994년)
- 크라임 게임 (1994년)
- 러브 매터스 (1993년)
- 그레이스 언더 파이어 (1993년)
- 키스 오브 킬러 (1993년)
- 다잉 투 러브 (1993년)
- 리오 그란데 (1993년)
- 마이 라이프 (1993년)
- 잭 더 베어 (1993년)
- 웬 노 원 우드 리슨 (1992년)
- 스니커즈 (1992년)
- 아이 포지드 포 플레이보이 (1991년)
- 작은 승리 (1990년)
- 인조 인간 애플게이트 (1990년)
- 더 세인필드 크로니클스 (1989년)
- 3인의 탈주자 (1989년) - 여경찰 역
- 꿈의 구장 (1989년)
- 세븐 싸인 (1989년) - 닥터 마가렛 이네스 역
- 엄마의 새출발 (1989년)
- 헬 컴즈 투 프로그타운 (1988년)
- 인 더 무드 (1987년)
- 사랑시대 (1987년)
- 미궁의 살인 사건 (1987, Murder Ordained)
- 싸이코 3 (1986년)
- 코브라 (1986년)
- 싸이코 2 (1983년) - 미르나 역
- 카본 카피 (1981년)

### 텔레비전
- 플래시포워드 (2009년)
- 고스트 앤 크라임 (2005년)
- CSI 라스베가스 시즌1 (2000년)
- 웨스트 윙 시즌1 (1999년)
- 프렌즈 (1994년)